# Jeremy Siegel
Jeremy James Siegel (n. 14 noiembrie 1945, Chicago, Illinois) este un profesor de finanțe la catedra Russell E. Palmer al Colegiului Wharton din Philadelphia, Pennsylvania. Siegel este un comentator extensiv al piețelor economice și financiare, apărând regulat la canale de televiziune așa cum ar fi CNN, CNBC și NPR, respectiv scriind articole pe aceleași subiecte pentru Kiplinger's Personal Finance și Yahoo! Finance.

## Biografie
Născut în Chicago, Illinois, Siegel a terminat Highland Park High School, majorând apoi în matematică și economie la Columbia University, respectiv obținând un doctorat la Massachusetts Institute of Technology în 1971. Siegel este actualmente un consilier al firmei WisdomTree Investments, un susținător al fond de investiții, respectiv deținător al 2% din acțiunile acestei companii, care avea o capitalizare de piață de $700 milioane.

## Programe de televiziune
He has been a frequent guest on the business TV program Kudlow & Company on CNBC, where supply-side economics fan Lawrence Kudlow hosts.  He is a supply-side fan like Kudlow. Siegel is also a lifelong friend of Robert Shiller, an economist at the Yale School of Management, who Siegel has known since their MIT graduate school days. Siegel and Shiller have frequently debated each other on TV about the stock market and its future returns, and have become financial media celebrities, regularly appearing on CNBC.

## Critică
At the 2006 Berkshire Hathaway annual meeting, Berkshire Vice Chairman, Charlie Munger, called Jeremy Siegel "demented" for "comparing apples to elephants" in making future predictions. Arhivat în 5 octombrie 2011, la Wayback Machine.. Siegel's personal, for-profit website  is highly atypical among academic professors. In addition, Siegel has not published any peer-reviewed academic works over the past decade  Arhivat în 7 octombrie 2007, la Wayback Machine.

### Autor și co-autor
- The Future for Investors : Why the Tried and the True Triumph Over the Bold and the New (2005)

The motto of the book is how to avoid losing money in a bubble:
- - Valuations are critical. 
  - Never fall in love with your stocks.
  - Beware of large, little-known companies.
  - Avoid triple-digit price-to-earnings (P/E) ratios.
  - Never short sell in a bubble.
- Stocks for the Long Run: The Definitive Guide to Financial Market Returns and Long-Term Investment Strategies (1994)
- Revolution on Wall Street: The Rise and Decline of the New York Stock Exchange (1993)